# Округ Јурика (Невада)
Округ Јурика (енгл. Eureka County) је округ у америчкој савезној држави Невада.

## Демографија
По попису из 2010. године број становника је 1.987, што је 336 (20,4%) становника више него 2000. године.
| Група             | 2000.         | 2010.         |
| Белци             | 1.402 (84,9%) | 1.662 (83,6%) |
| Афроамериканци    | 7 (0,4%)      | 2 (0,1%)      |
| Азијати           | 13 (0,8%)     | 18 (0,9%)     |
| Хиспаноамериканци | 158 (9,6%)    | 238 (12,0%)   |
| Укупно            | 1.651         | 1.987         |